# 토마스컵
토마스컵(Thomas Cup), 또는 세계 남자 팀 챔피언십(World Men's Team Championships)은 배드민턴 세계 연맹(BWF)의 회원국들이 단체전으로 겨루는 국제 배드민턴 대회이다. 1948-49년 제1회 대회가 열린 이래로 3년마다 개최되어 오다가, 1982년부터 개최 주기가 2년으로 변경되었다.
지역별 예선이 끝난 후 마지막 단계에 이르면 예선을 통과한 20개 국가의 대표팀이 그 해의 개최국에 모여 최종 승자를 가리게 된다. 토마스 컵이 남자 국가대항전이라면 이에 대응하는 여자 국가대항전으로 우버 컵이 있으며, 1984년부터 이 두 대회는 동시에 개최되어 왔기 때문에 이들을 통틀어 흔히 토마스 & 우버컵(Thomas & Uber Cup)이라고 부르기도 한다. 한편 BWF는 2010년부터 이 두 대회를 과거와 같이 분리하여 개최하는 방안을 검토 중이라고 밝혔으며, 이에 따라 두 대회의 동시 개최는 2008년 대회가 마지막이 될 가능성도 있다.
1948-49년의 제1회 대회 이래 지금까지 총 25회의 대회가 개최되어왔으나, 우승한 나라는 오직 3개국뿐이다. 인도네시아가 14회로 가장 많은 우승을 차지했으며, 1981-82년 대회부터 참가를 시작한 중국이 7회 우승으로 그 뒤를 쫓고 있다. 그리고 말레이시아가 4회 우승했다.
선수와 팬들의 관심도를 고려했을 때, 일반적으로 토마스 컵과 우버 컵이 세계에서 가장 큰 배드민턴 대회로 여겨진다.
가장 최근 대회인 2008년 토마스 컵은 인도네시아 자카르타에서 개최되었으며, 우승국은 중국이었다

## 역대 대회 결과

### 1949-1982년
| 연도          | 개최국                   |            | 결승   | 결승       | 결승 |
| 연도          | 개최국                   | 우승       | 스코어 | 준우승     |      |
| ------------- | ------------------------ | ---------- | ------ | ---------- | ---- |
| 1949 세부정보 | 프레스턴, 영국           | 말라야     | 8–1    | 덴마크     |      |
| 1952 세부정보 | 싱가포르                 | 말라야     | 7–2    | 미국       |      |
| 1955 세부정보 | 싱가포르                 | 말라야     | 8–1    | 덴마크     |      |
| 1958 세부정보 | 싱가포르                 | 인도네시아 | 6–3    | 말라야     |      |
| 1961 세부정보 | 자카르타, 인도네시아     | 인도네시아 | 6–3    | 태국       |      |
| 1964 세부정보 | 도쿄, 일본               | 인도네시아 | 5–4    | 덴마크     |      |
| 1967 세부정보 | 자카르타, 인도네시아     | 말레이시아 | 6–3    | 인도네시아 |      |
| 1970 세부정보 | 쿠알라룸푸르, 말레이시아 | 인도네시아 | 7–2    | 말레이시아 |      |
| 1973 세부정보 | 자카르타, 인도네시아     | 인도네시아 | 8–1    | 덴마크     |      |
| 1976 세부정보 | 방콕, 태국               | 인도네시아 | 9–0    | 말레이시아 |      |
| 1979 세부정보 | 자카르타, 인도네시아     | 인도네시아 | 9–0    | 덴마크     |      |
| 1982 세부정보 | 런던, 영국               | 중국       | 5–4    | 인도네시아 |      |

### 1984-1988년
| 1984 세부정보 | 쿠알라룸푸르, 말레이시아 | 인도네시아 | 3–2 | 중국       | 잉글랜드   | 3–2 | 대한민국 |
| 1986 세부정보 | 자카르타, 인도네시아     | 중국       | 3–2 | 인도네시아 | 말레이시아 | 3–2 | 덴마크   |
| 1988 세부정보 | 쿠알라룸푸르, 말레이시아 | 중국       | 4–1 | 말레이시아 | 인도네시아 | 5–0 | 덴마크   |

### 1990년 이후
| 연도           | 개최국                   |            | 결승   | 결승       | 결승       |            | 4강        | 4강        |
| 연도           | 개최국                   | 우승       | 스코어 | 준우승     |            |            | 4강        | 4강        |
| -------------- | ------------------------ | ---------- | ------ | ---------- | ---------- | ---------- | ---------- | ---------- |
| 1990 세부정보  | 도쿄, 일본               | 중국       | 3–2    | 말레이시아 | 덴마크     | 인도네시아 |            |            |
| 1992 세부정보  | 쿠알라룸푸르, 말레이시아 | 인도네시아 | 2–3    | 말레이시아 | 중국       | 대한민국   |            |            |
| 1994 세부정보  | 자카르타, 인도네시아     | 인도네시아 | 3–0    | 말레이시아 | 대한민국   | 중국       |            |            |
| 1996 세부정보  | 홍콩                     | 인도네시아 | 5–0    | 덴마크     | 중국       | 대한민국   |            |            |
| 1998 '세부정보 | 홍콩, 중국 특별행정구    | 인도네시아 | 3–2    | 말레이시아 | 덴마크     | 중국       |            |            |
| 2000 세부정보  | 쿠알라룸푸르, 말레이시아 | 인도네시아 | 3–0    | 중국       | 대한민국   | 덴마크     |            |            |
| 2002 세부정보  | 광저우, 중국             | 인도네시아 | 3–2    | 말레이시아 | 덴마크     | 중국       |            |            |
| 2004 세부정보  | 자카르타, 인도네시아     | 중국       | 3–1    | 덴마크     | 대한민국   | 인도네시아 |            |            |
| 2006 세부정보  | 센다이 및 도쿄, 일본     | 중국       | 3–0    | 덴마크     | 인도네시아 | 말레이시아 |            |            |
| 2008 세부정보  | 자카르타, 인도네시아     | 중국       | 3–1    | 대한민국   | 말레이시아 | 인도네시아 |            |            |
| 2010 세부정보  | 쿠알라룸푸르, 말레이시아 | 중국       | 3–0    | 인도네시아 | 일본       | 말레이시아 |            |            |
| 2012 세부정보  | 우한시, 중국             |            | 중국   | 3-0        | 대한민국   |            | 일본       | 덴마크     |
| 2014 세부정보  | 뉴 델리, 인도            |            | 일본   | 3-2        | 말레이시아 |            | 인도네시아 | 중국       |
| 2016 세부정보  | 쿤산시, 중국             |            | 덴마크 | 3-2        | 인도네시아 |            | 대한민국   | 말레이시아 |
| 2018 세부정보  | 방콕, 태국               |            | 중국   | 3-2        | 일본       |            | 인도네시아 | 덴마크     |
| 2020 세부정보  | 오르후스, 덴마크         |            |        |            |            |            |            |            |

## 주요 강국
말레이시아(과거의 말라야 포함), 인도네시아 그리고 중국의 3개국만이 역대 토마스 컵에서 우승했다. 흥미로운 점은 이 세 나라는 모두 그들이 출전했던 첫 대회에서 우승했다는 점이다. 말라야(현재의 말레이시아)는 제1회 대회인 1949년에 우승했으며 인도네시아는 1958년에 말라야를 상대로, 그리고 중국은 1982년 인도네시아를 상대로 승리를 거두고 우승했다.
총 우승 회수는 인도네시아가 14회로 선두를 달리고 있다. 결승에는 총 17번 진출했다. 특히 인도네시아는 1970~79년 4회대회 연속 우승 및 1992~2002년 6회 대회 연속 우승이라는 대기록을 세웠다. 또한 대회가 대대적으로 개편되었던 1984년 이후 한 번도 빠지지 않고 4강 이상의 성적을 올렸다.
중국은 가장 최근 대회인 2004, 2006, 2008년 대회를 포함, 총 7회 우승을 기록했다. 결승에는 총 9번 진출했다. 인도네시아와 마찬가지로 중국은 1984년 대회 개편 이래 한 번도 빠지지 않고 4강 이상의 성적을 거두었다. 말레이시아는 총 5회 우승했으며, 마지막 우승은 1992년이었다. 결승에는 총 13번 진출했다. 1984년 대회 개편 이래로는 13회 대회 중에서 총 9회를 4강에 진출했다.
덴마크는 유럽의 전통적인 강호임에도 불구하고 토마스 컵 우승 기록은 아직 없다. 유럽 국가 중 유일하게 결승에 진출한 경험이 있는 나라인 덴마크는, 1949년 제1회 대회부터 2006년 대회까지 총 8회 준우승을 기록했다. 초기 배드민턴 강국이었던(특히 여자 배드민턴) 미국은 1952년 말라야를 상대로 준우승을 기록한 이후 줄곧 하향세를 그려 현재는 배드민턴 강호의 대열에 속하지는 못한다. 국왕이 배드민턴을 장려하는 국가인 태국은 유일하게 준우승을 기록했던 1961년 즈음에는 뛰어난 선수들을 다수 배출했으나, 미국과 마찬가지로 현재는 세계 배드민턴 경쟁 대열에서는 다소 뒤처져 있다.
그밖의 나라 중에서는 대한민국이 가장 좋은 성적을 보이고 있다. 1980년대부터 세계 배드민턴계에서 두각을 나타내기 시작한 대한민국은 특히 복식이 강하며, 지금까지 4강에 6번 진출했고 2008년에는 준우승했다. 일본은 1960년대 및 1970년대에 뛰어난 선수들을 다수 배출, 여자 대표팀은 우버 컵에서 우승하기도 했다. 그러나 그 이후 남자와 여자 배드민턴 모두 하향세를 그리고 있다. 인도는 1950년대에 결승에 근접하는 성적을 두 번 거두었다. 개별 선수들은 우수하나 전반적인 선수층이 얇아서(특히 복식), 단체전에서는 이렇다할 성적을 내지 못했다.
유럽에서는 1984년까지 잉글랜드와 스웨덴이 덴마크와 더불어 결선에 주로 진출했다. 전통적으로 남자팀에 비해 여자팀의 전력이 나았던 잉글랜드는 1984년 3위를 기록한 것이 최고 성적이다. 1960년대 후반부터 1980년대 중반까지 전성기를 구가했던 스웨덴은 아직까지 4강에 진출한 전력이 없다.
다음은 토마스 컵 결승에 진출한 적이 있는 나라들의 목록이다.
| 국가         | 우승                                                                                         | 준우승                                                    |
| ------------ | -------------------------------------------------------------------------------------------- | --------------------------------------------------------- |
| 인도네시아   | 14 (1958, 1961*, 1964, 1970, 1973*, 1976, 1979*, 1984, , 1994*, 1996, 1998, 2000, 2002,2020) | 7 (1967*, 1982, 1986*, 1992, 2010,2016,2022)              |
| 중국         | 10 (1982, 1986, 1988, 1990, 2004, 2006, 2008, 2010,2012,2018)                                | 3(1984, 2000,2020)                                        |
| 말레이시아** | 5 (1949, 1952, 1955, 1967, 1992*)                                                            | 9 (1958, 1970*, 1976, 1988*, 1990, 1994, 1998, 2002,2014) |
| 덴마크       | 1 (2016)                                                                                     | 8 (1949, 1955, 1964, 1973, 1979, 1996, 2004, 2006)        |
| 🇮🇳인도       | 1(2022)                                                                                      |                                                           |
| 대한민국     |                                                                                              | 2 (2008,2012)                                             |
| 태국         |                                                                                              | 1 (1961)                                                  |
| 미국         |                                                                                              | 1 (1952)                                                  |
| 일본         |                                                                                              | 1 (2018)                                                  |

* = 개최국
** = 말라야 포함

## 결선 진출국

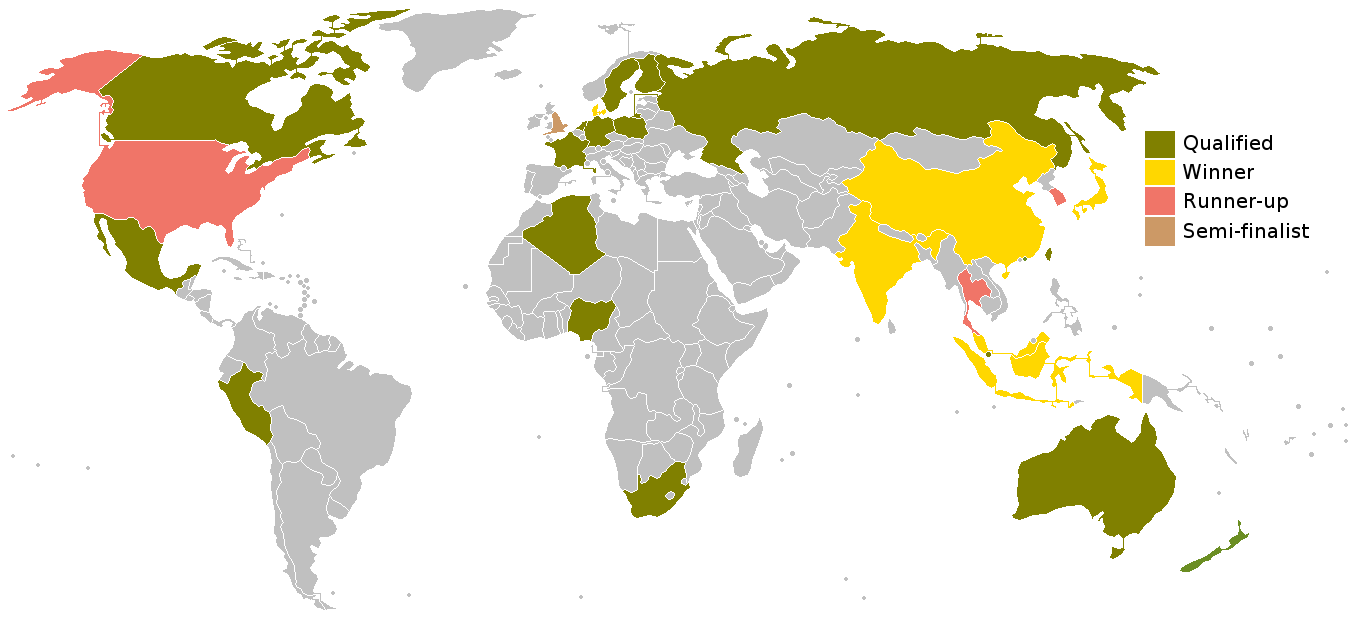
토마스 컵 최종 결선에 1회 이상 참가한 국가들을 표시한 그림.

2008년을 기준으로 21개 국가가 토마스 컵 최종 결선에 오른 경력이 있다. 덴마크가 25회로 제1회대회부터 지금까지 한 번도 빠짐없이 결선에 진출하였고, 인도네시아와 중국 또한 대회 참가를 시작한 이후 매번 결선 진출에 성공했다. 지역적으로는 9개의 아시아 국가들이 결선에 참가한 경력이 있으며, 유럽에서는 6개국이 1회 이상 결선에 진출했다. 미국과 캐나다는 팬 아메리카 지역 팀 중 유일하게 결선에 진출한 나라들이며, 오세아니아 지역의 유일한 BWF 회원국인 뉴질랜드와 오스트레일리아도 결선에 진출한 적이 있다. 아프리카 지역에서는 남아프리카 공화국과 나이지리아가 결선 진출국이다.
다음은 2008년 기준으로 역대 대회에서 각국이 결선에 진출한 회수를 정리한 것이다.
| 26회 - 덴마크 23회 - 말레이시아 - 인도네시아 14회 - 중국 13회 - 대한민국 11회 - 일본 - 잉글랜드 | 10회 - 미국 - 스웨덴 - 태국 8회 - 인도 5회 - 뉴질랜드 - 캐나다 4회 - 독일 | 3회 - 남아프리카 공화국 - 오스트레일리아 - 홍콩 1회 - 나이지리아 - 네덜란드 - 싱가포르 - 핀란드 |